# من أجل حبي (فلم)
من أجل حبي هو فيلم رومانسي موسيقي مصري تم إنتاجه عام 1959، تأليف محمد عثمان وصلاح عز الدين، وإخراج كمال الشيخ و بطولة فريد الأطرش وماجدة وليلى فوزي ومحمود المليجي.

## قصة الفيلم
وحيد حمدي (فريد الأطرش) فنان موسيقار ومطرب ناجح ومشهور ومتزوج من وفاء (ماجدة) التي تعاني من الوحدة لانشغاله عنها بعمله، كما تعانى من عدم الإنجاب، فهى متزوجة منذ اربع سنوات وتعالج عند صديقهم الدكتور صابر فهمي (محمود المليجي) طبيب النساء، كما تعانى من حلم مزعج يتكرر بإستمرار لأنها تعانى من فكرة واحدة متسلطة على تفكيرها وهي الإنجاب. تتبنى الطفل الصغير سمسم (إكرام عزو) ترعاه الداده فاطمة (قدرية كامل) يأخذ وحيد أجازة من عمله ويذهب إلى مرسى مطروح ويصحب معه وفاء والدكتور صابر وجارتهم القديمه إلهام (ليلى فوزي). وفي الفندق تتعرف وفاء على صبى يدعى علي يعمل بالفندق وتطلب منه ان تشاهد حمام كليوباترا، ولكن الموج يغلب علي فيغرق، وتصاب وفاء بصدمة عصبية نتج عنها شلل في قدميها. وطال العلاج واصبحت وفاء مقعدة على كرسى متحرك، وتدهورت احوال وحيد الفنية، ففكره مشغول بزوجته، فلم يبدع لحنا ولم يقم بإحياء أي حفلة على خلاف عادته، حتى انه اتفق على حفلة وحضر الجمهور ولكنه اعتذر عن الغناء مما أثر على علاقته بجمهوره، وحاول استعادة مكانته والتكيف مع حالة وفاء. شعرت إلهام بعاطفة حب نحو وحيد تأثرا بحالته فتقربت إليه أكثر، وكان هو في حاجة لهذه الأحاسيس فإندفع معها مستسلما للتيار. صارحت وفاء صديقهم الدكتور صابر بابتعاد وحيد عنها ومعاناته في لقاءها، وقضاء كل وقته خارج المنزل حتى انه يقوم بالعمل في شقتهم القديمه، وصارحته برغبتها في الخروج من حياته إلى الأبد، ورغبتها في طلب الطلاق، ولكن الدكتور صابر نصحها بالصبر والعودة للمستشفى لمواصلة العلاج الذي قطعته. ظهرت بوادر الحمل على إلهام وخشيت ان تصارح وحيد ولجأت للطبيب (محمد رضا) ليجهضها ولكنه رفض فلجأت إلى داية وأصيبت بنزيف حاد، ولحقها الدكتور صابر واكتشف انها لم تفقد الجنين، واعترف وحيد امام صابر انه والد الطفل ورغبته في إصلاح الخطأ بالزواج، ولكن صابر منعه من إعلانه خوفا على وفاء، واقترح عليه إتمام رحلته الفنية المؤجلة لدول المهجر، فإستأذن من وفاء وسافر لمدة 7 شهور حقق فيهم نجاحا كبيراً ثم عاد إلى مصر، ووضعت الهام طفلا، وتغيرت الظروف ولكن لم يتغير حب وحيد لوفاء. اعتلى الصغير سمسم سور البلكون وكاد يسقط ولكن وفاء قاومت شللها وقامت من فوق الكرسى وانقذته واكتشفت انها شفيت من شللها فأسرعت إلى شقتها القديمة لتبشر وحيد فوجدت عنده إلهام ووليدها، فصدمت وغادرت المنزل، ولكن وحيد لحق بها وأخبرها أن إلهام على فراش الموت وتريد رؤيتها فذهبت إليها وسامحتها، وماتت الهام وأخذت وفاء ابن وحيد لتربيه.

## فريق العمل
إخراج: كمال الشيخ 
تأليف:
- محمد عثمان
- صلاح عز الدين

إنتاج: أفلام فريد الأطرش
بطولة:
- فريد الأطرش (وحيد)
- ماجدة (وفاء)
- ليلى فوزي (إلهام)
- محمود المليجي (دكتور صابر فهمي)
- محمد رضا
- آمال زايد
- قدرية كامل
- إكرام عزو (سمسم)

## أغاني الفيلم
من الحان: فريد الأطرش
- تصبح على خير (كلمات: إسماعيل الحبروك)
- تقول لأ (كلمات: مأمون الشناوي)
- حبيبي سهرني (كلمات: إسماعيل الحبروك)
- حكاية غرامي (كلمات: مأمون الشناوي)
- ليه أنا بحبك (كلمات: عبد العزيز سلام)

## روابط خارجية
- من أجل حبي على موقع IMDb (الإنجليزية)
- من أجل حبي على موقع الدهليز
- من أجل حبي على موقع قاعدة بيانات الأفلام العربية
- من أجل حبي على موقع كينوبويسك (الروسية)